# Lacinipolia tricornuta
Lacinipolia tricornuta là một loài bướm đêm trong họ Noctuidae.